# Имоаса (Мехединци)
Имоаса (рум. Imoasa) насеље је у Румунији у округу Мехединци у општини Коркова. Oпштина се налази на надморској висини од 189 m.

## Становништво
Према подацима из 2002. године у насељу је живело 402 становника, од којих су сви румунске националности.